# Klavdij Galen
Klávdij Galén (Aelius Galénus ali Claudius Galénus), bolj poznan kot Galén iz Pergamóna, grško govoreč rimski zdravnik in filozof. * 129, Pergamon, Rimsko cesarstvo; † okoli 200 do 216, Rim.
Galen je verjetno kot najbolj izobražen antični znanstvenik na področju medicine vplival na razvoj številnih znanstvenih disciplin, kot so anatomija, fiziologija, patologija, farmakologija in nevrologija, pa tudi filozofija in logika.
Kot sin Elija Nikona, premožnega arhitekta z znanstvenimi interesi, je bil Galen deležen celovitega izobraževanja, ki ga je pripravilo na uspešno kariero zdravnika in filozofa. Veliko je potoval in se ob tem srečeval z različnimi teorijami in odkritji na področju medicine, kasneje pa se je ustalil v Rimu, kjer je služboval pri uglednih članih rimske družbe in na koncu dosegel mesto osebnega zdravnika več cesarjev.
V razumevanju anatomije in medicine je bil Galen predvsem pod vplivom takrat veljavnega koncepta humoralne medicine, ki so jo zagovarjali številni zdravniki antične Grčije, med drugimi Hipokrat. Njegove teorije so prevladovale in vplivale na medicinsko znanost Zahoda več kot 1300 let. Njegova anatomska poročila, ki temeljijo predvsem na seciranju opic, zlasti barbarskega makaka in svinj, so bila nesporna vse do leta 1543, ko je Andreas Vesalius natisnil ključno delo »O zgradbi človeškega telesa« (latinsko De humani corporis fabrica), z opisi in ilustracijami seciranih človeških teles, ki je Galenovo fiziološko teorijo prilagodila tem novim dognanjem. Galenova teorija fiziologije obtočil je veljala vse do 1628, ko je William Harvey izdal razpravo »Anatomska razprava o gibanju srca in krvi pri živalih« (Exercitatio anatomica de motu cordis et sanguinis in animalibus), v kateri je pojasnil, da kri kroži, srce pa pri tem deluje kot črpalka. Galenovi spisi so bili še v 19. stoletju čtivo za študente medicine. Galen je izvedel tudi številne poskuse povezovanja živcev, v podporo teoriji, ki velja še danes − možgani s pomočjo možganskih živcev in perifernega živčevja nadzorujejo vse gibe mišic.
Galen se je doživljal kot zdravnika in filozofa, kot je tudi zapisal v svoji razpravi z naslovom »Najboljši zdravnik je tudi filozof«. Zelo ga je zanimala razprava med medicinskima vejama dogmatikov in empirikov. Njegova uporaba neposrednega opazovanja, seciranja in vivisekcije predstavlja zapleten kompromis obeh ekstremnih vidikov. Veliko njegovih del se je ohranilo v grškem izvirniku ali pa so se ohranili prevodi iz grščine. Mnoga dela pa so uničili in nekatera napačno pripisali njemu. Datumu njegove smrti je še predmet razprave; umrl je star najmanj sedemdeset let. 

## Zgodnja leta (129–161)
Galenovo ime Γαληνός, »Galēnos«, koren imena je v pridevniku »γαληνός«, pomeni »miren«.
Galen opisuje svoje zgodnje življenje v delu »O naklonjenostih razuma«. Rodil se je septembra leta 129. Njegov oče Elij Nikon je bil bogat patricij, arhitekt in stavbenik, z izbranim okusom in zanimanjem za filozofijo, matematiko, logiko, astronomijo, kmetijstvo in literaturo. Galen piše o očetu, da je bil »zelo ljubezniv, pravičen, dober in dobrovoljen človek«. V tistem času je bil Pergamon (danes turška Bergama) velik kulturni in intelektualni center, znan po svoji knjižnici (Evmen II.), s katero se je lahko merila le knjižnica v Aleksandriji. Pergamon je pritegoval tako stoike kot tudi platoniste. Zato je Galen že pri štirinajstih letih prišel v stik s filozofijo. Šolali so ga v vseh glavnih filozofskih smereh tistega časa, med drugim v Aristotelovem in Epikurjevem sistemu. Galenov oče je za sina načrtoval tradicionalno kariero v filozofiji in politiki. Priskrbel mu je izobrazbo na področju literature in filozofije. Vendar Galen omenja, da je imel oče okrog leta 145 sanje, v katerih se mu je pojavil bog Asklepij, ki mu je ukazal, naj pošlje sina študirat medicino. Tudi tokrat denar ni bil problem. Prejšnjemu svobodnemu izobraževanju je v starosti 16 let sledil študij v prestižnem lokalnem svetišču, posvečenem bogu medicine – asklepiju. Naslednja štiri leta je študiral kot θεραπευτής (therapeutes, ali spremljevalec). Tukaj so nanj vplivali tudi Ešrion Pergamonski, Stratonik in Satir. Asklepiji so delovali kot zdravilišča in okrevališča, kamor so bolni prihajali po pomoč duhovništva. Tempelj v Pergamonu je bil med bolnimi Rimljani zelo v časteh. Bil je zatočišče za znane ljudi, kot je bil zgodovinar Klavdij Haraks, govornik Elij Aristides, sofist Polemon in konzul Kuspij Rufin.
Leta 148, ko je bil star 19, mu je umrl oče in mu zapustil premoženje, ki mu je omogočilo finančno samostojnost. Sledil je nasvetu, ki ga je našel med študijem Hipokrata, potoval in široko raziskoval različne šole mišljenja v medicini v krajih, ki jih je obiskal. Bil je v Smirni (danes Izmir),  Korintu, na Kreti, v Kilikiji (danes Çukurova), na Cipru in tudi v veliki zdravniški šoli v Aleksandriji. Leta 157 se je, star 28 let, vrnil v Pergamon kot zdravnik gladiatorjev velikega duhovnika Azije, enega najvplivnejših in najbogatejših ljudi v Aziji. Galen trdi, da se je veliki duhovnik odločil zanj, ko je opici odstranil drobovje in izzval druge kandidate, naj nastalo škodo popravijo. Ker so predlog odklonili, je Galen izvedel operacijo sam in s tem pridobil naklonjenost velikega duhovnika Azije. V štirih letih na tem mestu je spoznal, kako pomembni so prehrana, telesna pripravljenost, higiena in zaščitni ukrepi. Seznanil se je z anatomijo živega telesa ter zdravljenjem zlomov in hudih poškodb, saj je rano razumel kot »okno v telo«. V času, ko je bil na tem položaju, je umrlo samo pet gladiatorjev, v primerjavi s šestdesetimi, ki so umrli pod njegovim predhodnikom. Ta rezultat gre pripisati njegovi pozornosti glede oskrbe ran. Hkrati je nadaljeval študij teoretične medicine in filozofije.

## Kasnejša leta (162–217)
Galen je 162 odšel v Rim, kjer je kmalu postal znan zdravnik. Njegova nestrpnost ga je pripeljala v spor z drugimi zdravniki, imel je občutek, da ga ogrožajo. Njegove demonstracije so pomenile izzive za manj sposobne in že ustaljene med njimi. Proti njemu so kovali spletke. Bal se je, da ga bodo ugrabili ali zastrupili, zato je mesto zapustil.
Rim je bil tedaj, leta 161, sredi vojn na tujem. Mark Avrelij in Lucij Ver sta se na severu borila z Markomani. Jeseni leta 169, ko so se rimski vojaki vračali v Oglej, je izbruhnila velika kuga in cesar je Galena poklical nazaj v Rim. Ukazano mu je bilo, da kot dvorni zdravnik Marka in Lucija spremlja na poti v Nemčijo. Ko je naslednjo pomlad Mark prejel sporočilo, da je Asklepij proti projektu, si je premislil in Galenu dovolil oditi v Rim. Ostal je v mestu kot zdravnik prestolonaslednika Komoda. Na dvoru je Galen obširno pisal o zdravstvenih temah. Lucij Ver (leta 169) in Mark Avrelij (leta 180) sta umrla zaradi kuge.
Galen je bil Komodov zdravnik večino cesarjevega življenja. Zdravil je njegove pogoste bolezni. Dio Cassius 72.14.3-4 poroča, da je okrog leta 189, v času Komodove vladavine, prišlo do dotlej največjega izbruha kuge, zaradi katere je v Rimu dnevno umrlo 2000 ljudi. Najbolj verjetno je šlo za isto kugo, ki je zadela Rim med vladavino Marka Avrelija.
Galen je postal zdravnik Septimija Severa v času njegove vladavine v Rimu. Galen hvali Septimija in Karakalo, ker sta imela zaloge zdravil za svoje prijatelje. Navaja tri primere, v katerih so leta 198 ta zdravila koristila.

### Antoninska kuga
Antoninska kuga se imenuje po nervansko-antoninski dinastiji, iz katere je izhajal tudi Mark Avrelij. Poznana je bila tudi kot Galenova kuga in je v zgodovini medicine pomembna zaradi povezave z Galenom. Informacije o bolezni je dobil iz prve roke. Ko je leta 166 izbruhnila, je bil v Rimu. Ko je pozimi 168–69 izbruhnila med vojaki v Ogleju, je bil prisoten tam. Izbruh je imel razsežnosti epidemije – trajala je zelo dolgo. Galen je opisal simptome bolezni in njihovo zdravljenje. Njegovi zapisi o kugi so redki in kratki. Galen ni poskušal predstaviti opisa bolezni, da bi jo lahko prepoznale tudi prihodnje generacije. Bolj ga je zanimalo zdravljenje in učinki bolezni. V svojem pisanju o mladem moškem, ki je zbolel za kugo, se osredotoča na zdravljenje notranjih in zunanjih razjed. Niebhur trdi, da je ta kužna bolezen silovito besnela; umorila je nešteto ljudi. Starodavni svet si ni nikoli opomogel od udarca, ki mu ga je zadala kuga v času vladanja Marka Avrelija. Smrtnost med epidemijo je bila 7–10 %, izbruh v letih 165–6–168 je povzročil smrt 3,5 do 5 milijonov ljudi. Otto Seek trdi, da je umrla polovica prebivalstva Rimskega imperija. J. F. Gilliam trdi, da je v obdobju imperija Antoninska kuga verjetno povzročila več smrti kot katerakoli druga epidemija pred polovico 3. stoletja. Antoninska kuga je verjetno bila epidemija črnih koz. Čeprav je opis nepopoln, je dal Galen dovolj informacij, s katerimi je mogoče trdno identificirati bolezen.
Galen navaja, da izpuščaj pokriva celotno telo žrtve, in je navadno črne barve. Izpuščaj na mestih, kjer ni prišlo do razjed, postane hrapav in luskast. Pravi, da imajo bolniki, ki bodo preživeli, črn izpuščaj. Po Galenu je bil črn zaradi zaostale krvi, ki se je v vročičnem mehurju sesirila. Navaja, da so se v Antoninski kugi pojavljali nabuhnjeni mehurji, kot mehurjasti izpuščaji. Galen omenja, da je kožni izpuščaj podoben izpuščaju, ki ga opisuje Tukidid. Galen opisuje simptome obolenja prebavil glede na lastnosti blata, ki ga je odvajal bolnik. Če je bilo blato zelo črno, je bolnik umrl. Pravi, da se je količina črne stolice spreminjala. Odvisna je bila od resnosti črevesnih poškodb. Opazil je, da se je v primerih, ko blato ni bilo črno, pojavil črni izpuščaj. Galen opisuje simptome, kot so vročina, bruhanje, zadah iz ust, katar, kašelj in razjede grla ter sapnika.

### Evdem
Ko je Evdem zbolel za malarijo, je Galen čutil dolžnost, da ga zdravi, »saj je bil moj učitelj, poleg tega sem bil v bližini«. Galen je zapisal: »Da se vrnem k Evdemovem primeru. Trikrat ga je temeljito napadla mrzlica, in zdravniki so že dvignili roke, saj je bilo sredi zime.« Nekateri rimski zdravniki so kritizirali Galena, ker je pri zdravljenju Evdema uporabil napoved. Ta pristop je bil v nasprotju s takrat veljavnimi postopki, ki so sloneli na vračarstvu in mistiki. Galen se je svojim nasprotnikom maščeval s tem, da je svoje metode branil. Garcia-Ballester citira Galena: »Da je mogoče postaviti diagnozo, je treba opazovati in argumentirati. To je bila podlaga za njegove kritike zdravnikov, ki so se dela lotevali brez logike in skepse.« Evdem pa je Galena opozoril, da ga lahko spor s temi zdravniki stane življenja. »Evdem je tako govoril, in še kaj več v tem smislu; dodal je še, da bi me bili pripravljeni zastrupiti, če mi s svojo brezobzirnostjo ne bi mogli škoditi. Med drugim mi je povedal, da je pred kakimi desetimi leti v mesto prišel mlad mož, ki je, podobno kot jaz, razkazoval praktične metode naše umetnosti; zastrupili so ga, da je umrl, in z njim še obe slugi, ki sta ga spremljali.«
Garcia-Ballester pravi o Galenovem pristopu k napovedi: »V moderni medicini smo navajeni razlikovati med diagnostično presojo (znanstveno znanje o tem, kaj je pacientu) in prognostično sodbo (napoved o tem, kaj se bo z njim zgodilo.) Galen kot hipokratik te razlike ni poznal. Tehnično razumeti kliničen primer, ga »diagnosticirati«, pomeni med drugim, z večjo ali manjšo gotovostjo »prognosticirati« izid za bolnika. Napoved je tako eden od bistvenih problemov in med najpomembnejšimi cilji galenske diagnoze. Galen je bil zavzet za to, da se napovedi ne enači z vražami in prerokovanjem, z namenom, da tehnično izboljša diagnozo in poveča ugled zdravnika.«

### Smrt
Leksikon Suda iz 11. stoletja navaja, da je Galen je umrl star 70 let, kar bi datum njegove smrti postavilo v leto 199. V Galenovi razpravi »O Teriaku za Piza« (njena pristnost je vprašljiva) je najti sklic na dogodke iz leta 204. V arabskih virih so trditve, da je umrl v starosti 87 let, po 17 letih študija medicine in po 70 letih izvajanja poklica, kar bi pomenilo, da je umrl zaradi okoli leta 217. Nutton meni, da je »O Teriaku za Piza« pristen dokument, arabske navedbe pa pravilne, in da je Suda 70 let Galenove kariere v arabskem izročilu razumela napačno, namreč, da se nanaša na njegovo celotno življenjsko dobo. Boudon-Millotse bolj ali manj strinja in daje prednost letu 216.

## Prispevki k medicini
Galen je znatno prispeval k Hipokratovemu razumevanju patologije. Pod Hipokratovi teoriji o telesnih tekočinah prihaja do razlik v človeških razpoloženjih zaradi neravnovesja pri eni od štirih telesnih tekočin: krvi, rumenem žolču, črnem žolču in sluzi. Galen je bil podpornik te teorije in tipologije štirih temperamentov pri človeku. Neravnovesje vsake od tekočin (humorjev) se sklada z določenim človeškim temperamentom (kri – sangvinik, črn žolč – melanholik, rumeni žolč – kolerik in sluz – flegmatik). Ljudje s sangviničnim značajem so ekstrovertirani in družabni. Koleriki so energični, strastni in karizmatični. Melanholiki  so ustvarjalni, prijazni in obzirni. Za flegmatike so značilne zanesljivost, prijaznost in naklonjenost.
Glavni Galenov interes je veljal človeški anatomiji, vendar je bilo po rimskem pravu seciranje človeških trupel prepovedano vse do leta 150. Zaradi te omejitve se je omejil na anatomsko seciranje živih (vivisekcija) in mrtvih živali, s poudarkom predvsem na prašičih in primatih. To delo je bilo koristno, saj anatomske strukture teh živali po navadi zrcalijo strukture pri ljudeh. Galen je pojasnil anatomijo sapnika in kot prvi dokazal, da grlo ustvarja glasove. V enem od poskusov je Galen z mehom napihnil pljuča mrtve živali.
Med večje Galenove prispevke k medicinski znanosti spada njegovo delo na obtočilih. Kot prvi je ugotovil jasne razlike med vensko (temnejšo) in arterijsko (svetlejšo) krvjo. Čeprav so mu anatomski poskusi na živalskih modelih omogočili popolnejše razumevanje obtočil, živčevja, dihal in drugih struktur, pa njegova dela vsebujejo znanstvene napake. Galen je verjel, da obtočila sestavljata dva ločena, enosmerna sistema distribucije, ne pa en sam skupen obtočni sistem. Verjel je, da venska kri nastaja v jetrih, od koder se razteka po telesnih organih. Njegova teza je bila, da arterijska kri izvira v srcu, ki jo črpa v organe telesa. Kri se ob koncu krogotoka regenerira ali v jetrih ali v srcu. Galen je tudi verjel v obstoj skupine krvnih žil, imenovanih rete mirabile v karotidnem sinusu. Za obe teoriji krvnega obtoka je kasneje Ibn An Nafis pokazal, da sta napačni.
V svojem delu »De motu musculorum« je Galen pojasnil razliko med motoričnimi in senzoričnimi živci, pojasnil zasnovo mišičnega tonusa in pojasnil razliko med agonisti in antagonisti.
Galen je bil sposoben kirurg in je opravljal operacije na ljudeh. Veliko njegovih postopkov in tehnik se stoletja dolgo ni več uporabljalo, na primer operacije na možganih in očeh. Sivo mreno je Galen operiral podobno kot današnji kirurgi. S pomočjo instrumenta v obliki igle je poskušal odstraniti zaradi katarakte prizadeto lečo. Med njegove kirurške poskuse spada tudi povezovanje arterij pri živih živalih.
Sprva nerad, potem pa z vse večjo vnemo se je Galen zavzemal za Hipokratove nauke, tako za punktiranje vene in puščanje krvi, ki do takrat v Rimu še ni bilo znano. Pristop so ostro kritizirali Erasistratovi pristaši, napovedovali so hude posledice, saj so verjeli da po žilah ne teče kri, temveč »pnevma«. Galen pa je vneto zagovarjal sekcijo ven, tako v svojih treh knjigah na to temo, kot tudi pri svojih demonstracijah in javnih diskusijah.

## Prispevki k filozofiji
Čeprav je bilo žarišče njegovega delovanja v medicini, anatomiji in fiziologiji, je Galen pisal tudi o logiki in filozofiji. Njegovi spisi so bili pod vplivom prejšnjih grških in rimskih mislecev, med drugimi Platona, Aristotela in stoikov. Galen je skušal filozofsko misel navezati na svoje zdravniške izkušnje, na primer v svojem kratkem delu »Najboljši zdravnik je tudi filozof«. Iz obeh skupin je povzemal vidike in jih združeval v izvirno misel. Po njegovem mnenju je medicina interdisciplinarna veda, za katero je najboljši pristop s pomočjo teorije, povezane z opazovanjem in eksperimentiranjem.
Na področju medicine je v Galenovem času obstajalo več šol. To so bile skupine, ki so jih povezovali skupni filozofski in medicinski koncepti. Hipokratu je sledila šola dogmatikov. Obstajale so tudi šole empirikov, metodikov in pnevmatikov.
- Šoli dogmatikov so pripadale tiste generacije zdravnikov, ki so ostale zveste Hipokratovim dogmam. Zagovarjale so nezmotljivost njegove medicine.[47]

- Šola empirikov je izvirala iz 3. stoletja pr. n. št. Njeni pripadniki so nasprotovali teorijam, zanje so bile pomembne le izkušnje (empirija). Zanje je bila zdravnikova temeljna naloga zdravljenje. Razvijali so kirurgijo in nauk o zdravilih. Šola empirikov je imela svoje središče v Aleksandriji.[48]

- Šola metodikov (gr. methodos – preprosta pot) je odklanjala hipokratsko teorijo o telesnih sokovih. Zavzemali so se za preproste terapevtske postopke (masaža, gimnastika, hladne kopeli), kot zdravilno snov so predpisovali vino in odklanjali puščanje krvi v velikih količinah. Začetek šole sega v 1. stoletje pr. n. št.[47]

- Šola pnevmatikov (gr. pneuma – zrak) je največji pomen pripisovala zraku. Zrak je bil pomemben za gibanje, razporeditev krvi, uravnavanje telesne temperature. Šola je nastala v začetku 1. stoletja pr. n. št.[48]

Galena je njegova izobrazba izpostavila štirim glavnim miselnim šolam (to so bili platoniki, peripatetiki, stoiki in epikurejci), njegovi učitelji pa so pripadali tako veji dogmatikov kot tudi veji empirikov.

### Galenovo nasprotovanje stoikom
Galen je bil dobro znan zaradi svojih odkritij na medicinskem področju in pri raziskavah obtočil. Poglobljeno se je ukvarjal tudi s filozofijo. Po Platonovem zgledu je razvil sistem tridelne duše; nekateri akademiki ga uvrščajo med platoniste. Galen sam se s tem ne bi strinjal, saj je bil v prvi vrsti znanstvenik in je lahko vse svoje hipoteze podprl z znanstvenimi dokazi; Platon je bil zgolj filozof. Prav tako je razvil svojo teorijo osebnosti, ki je bila povezana s telesnimi tekočinami. Verjel je tudi, da imajo duševne motnje fiziološko osnovo. Veliko njegovih teorij se navezuje na pnevmo. Bil je močan nasprotnik stoične definicije in uporabe pojma pnevme.
»Stoiki«, pravi Galen, »nimajo verodostojnega odgovora na vprašanje, kje so locirane funkcije psihe ali uma«. Izkušnje z uporabo svojih zdravil so ga privedle do prepričanja, da je boljši odgovor na to vprašanje možgani. Stoiki so priznavali dušo iz enega samega dela – iz razumske duše – in jo umeščali v srce. Galen je sledil Platonovi misli in pri duši našel še dva dela več.

### Lokalizacija funkcije
»O doktrinah Hipokrata in Platona« je eno od Galenovih večjih del. V njem skuša njune doktrine združiti in dokazati enotnost njunih mnenj. Na osnovi njunih teorij, ki jima je pridružil še Aristotelovo teorijo, je Galen razvil tridelno dušo, ki jo sestavljajo podobni vidiki. Uporablja iste izraze kot Platon in te tri dele imenuje razumni, duhovni in želeči. Vsak del se sklada z določenim področjem telesa. Razumna duša je v možganih, duhovna v srcu ter želeča, hrepeneča v jetrih. Galen je bil prvi znanstvenik in filozof, ki je določene dele duše porazdelil na različna mesta v telesu, to pa zaradi svojih obsežnih medicinskih izkušenj. Ta ideja se sedaj imenuje »lokalizacija funkcije«. Galenova porazdelitev je bila napačna, za tisti čas pa revolucionarna; prihodnjim teorijam lokalizacije je pokazala pravo smer.
Galen je verjel, da vsak del te tristranske duše nadzoruje določene funkcije v telesu in da duša kot celota prispeva k zdravju telesa in krepi »naravno zmogljivost in delovanje organa oziroma organov«. Razumna duša nadzoruje kognitivno delovanje organizma na višji ravni. Njena naloga je na primer odločati se, dojemati svet okoli sebe in te signale pošiljati v možgane. Stvari, ki jih je najti v razumni duši, so zanj »domišljija, spomin, znanje, mišljenje, pozornost, prostovoljno gibanje in občutki«. Funkcije »rasti ali biti živ« prebivajo v duhovni duši. Duhovna duša vsebuje tudi naše strasti, kot je jeza. Te strasti je imel celo za močnejše od običajnih čustev, in zato za nevarnejše. Tretji del duše, del želja, nadzoruje žive sile v našem telesu in, kar je najpomembnejše, našo kri. Željna duša tudi ureja telesne užitke in se nanje odziva. Ta tretji del duše je animalna ali bolj naravna stran duše, ukvarja se z naravnimi nagoni telesa in s preživetjem. Galen je prišel do naslednjega zaključka: preveč užitka ima za človeka slabe posledice, saj lahko pri tem duša preide v stanje »nevzdržnosti« in »razuzdanosti«, ko je nezmožna užitek namerno prekiniti.
Da bi združil svoje teorije o duši in o tem, kako deluje v telesu, je prilagodil teorijo pnevme, s katero je razložil, kako duša deluje v okviru njej dodeljenih organov in kako ti organi sodelujejo med seboj. Galen je nato ločil pnevmo v vitalno pnevmo arterijskega sistema in psihično pnevmo, katere mesto je v možganih ter živčnem sistemu. Po Galenu se vitalna pnevma nahaja v srcu, psihična pa v možganih. Na živalih je opravil številne anatomske raziskave (najslavnejša na volu), da bi razumel prehod iz vitalne v psihično pnevmo. Čeprav so ga zaradi primerjav med živalsko in človeško anatomijo zelo kritizirali, je Galen bil prepričan, da je njegovo znanje obeh anatomij dovolj bogato, da si primerjave lahko privošči.

## Galen in problemrazum – telo
Galen je bil prepričan, da ni razlik med razumom in telesom. Grkom se je pridružil v prepričanju, da razum in telo nista dva različna vidika. Prav tako je menil, da bi se to dalo znanstveno dokazati. Njegovo nasprotovanje stoikom je bilo tu najbolj očitno. Galen je trdil, da so organi odgovorni za določene naloge v telesu in da te njihove funkcije prispevajo k delovanju celotnega organizma, ne le posameznih njegovih delov. Zavračal je trditev stoikov, da sta razum in telo dve različni stvari in ji ostro nasprotoval zaradi pomanjkanja kakršnekoli znanstvene utemeljitve.

## Galen in psihoterapija
Eno večjih Galenovih del, O diagnozi in zdravljenju trpeče duše, piše o tem, kako se lotiti duševnih težav in kako jih zdraviti. Gre za zgoden Galenov izlet v psihoterapijo. Njegovo delo vsebuje navodila za »pogovorno terapijo« ali psihoterapijo, ki naj bolnika spodbudi, da razkrije svoje najgloblje strasti in skrivnosti, s tem pa pozdravi pomanjkljivost svoje duše. Vodeča oseba ali terapevt je moral biti moški, po možnosti starejši in modrejši ter ne pod vplivom strasti. Te strasti po Galenu povzročajo duševne težave, ki jih ljudje doživljajo.

## Objavljena dela
Galen je eden najbolj plodovitih antičnih avtorjev in po obsegu objavljenih del se lahko meri z Avguštinom. Galenova besedila, ki so preživela do danes, predstavljajo skoraj polovico vse obstoječe literature antične Grčije. Skupno je avtor okrog 500 del. Do danes je ohranjena manj kot tretjina njegovega korpusa. Leta 191 je požar uničil številna njegova dela, ki jih je nato napisal ponovno.
Ker Galenovih del v antiki niso prevedli v latinščino in ker je zelo malo latinskih učenjakov poznalo grščino, je v zgodnjem srednjem veku, po propadu Zahodnega Rimskega cesarstva, Galen v Zahodni Evropi utonil v pozabo, z njim pa celotna grška tradicija na področju medicine. Galena in starogrško medicinsko tradicijo pa so na splošno še naprej poznali in spremljali v Vzhodnem Rimskem cesarstvu, splošno znanem kot Bizantinsko cesarstvo. Vsi ohranjeni Galenovi grški rokopisi so izpod rok bizantinskih učenjakov. V obdobju Abasidov (po letu 750) so se arabski muslimani začeli zanimati za grška znanstvena in medicinska besedila. Zato je nekaj Galenovih besedil prevedenih v arabščino, pogosto izpod rok sirskih krščanskih učenjakov. Tako so nekatera Galenova besedila na razpolago samo v arabskem prevodu, nekatera pa samo kot srednjeveški latinski prevodi iz arabščine. V nekaterih primerih, ko je bil original izgubljen, so poskušali celo prevajati iz latinščine ali arabščine nazaj v grščino. Od nekaterih antičnih piscev, na primer Herofila (ok. 330–260 pr. n. št.), je ostal le Galenov opis njihovih del.
Že v času življenja so bile ponaredbe in brezobzirne izdaje njegovih del problem, ki se ga je lotil s spisom »O mojih lastnih knjigah«. Ponaredki v latinščini, arabščini ali grščini so se pojavljali vse do renesanse. Nekatere od Galenovih razprav so se z leti pojavile pod različnimi naslovi. Viri so pogosto zakotne in težko dostopne revije in zbirke. Čeprav so dela v grščini, se po tihem dogovoru navajajo z latinskim, pogosto okrajšanim naslovom. Avtoritativna zbirka njegovih del ne obstaja, in za številna dela, ki se jih pripisuje Galenu, je vprašljivo, ali so avtentična. Galenova zapuščina je tako za znanstvenika precej trnova pot.
- V delu »Veščina zdravilstva« (Ars Medica) v 15 knjigah je Galen zbral dotedanje znanje in izkušnje. To je bil več stoletij najpomembnejši učbenik medicine.[59]

- »Anatomsko seciranje« (De anatomicis administrationibus) prikazuje dotedanje znanje anatomije. Galen ga je največ pridobil s seciranjem živali. Delo vsebuje tudi navodila, kako secirati žive in mrtve živali.[59]

- V delu »Priročnik o pulzu« (Synopsis de pulsibus), ki ga je napisal po letu 170 in obsega 16 knjig, so razprave o diagnostiki, interpretaciji in prognostični vrednosti pulza.[59]

- »Priročnik o terapiji« (Methodus medendi) govori o zdravilih in njihovi pripravi. Mnogo let je bil pomemben zdravniški priročnik.[59]

- Razprava »O tumorjih« (De tumoribus praeter naturam); po Galenovem mnenju rak nastane zaradi presežka črnega žolča, ki ne zavre in zato povzroča tumorsko rast.[59]

V srednjeveških grških, latinskih in arabskih rokopisih je ohranjenih 180 njegovih del. Prvič so njegova dela natisnili v Benetkah leta 1490 (Galeni Omnia Quae Extant Opera).
Obstajajo različni poskusi, kako razvrstiti obsežno Galenovo zapuščino. Coxe (1846) navaja Prolegomena (uvodne knjige), ki jim sledi 7 razredov razprav, med drugim o fiziologiji (28 knjig), higieni (12), etiologiji (19), semiotiki (14), farmaciji (10), puščanju krvi (4) in terapevtiki (17), poleg tega še 4 knjige aforizmov in lažnih del.Najpopolnejšo zbirko Galenovih spisov, ki presega celo sodobne projekte, kot je »Corpus medicorum Graecorum«, je zbral in prevedel Karl Gottlob Kühn v Leipzigu med 1821 in 1833. Zbirko sestavlja 122 Galenovih razprav, prevedenih iz grškega izvirnika v latinščino (besedilo je predstavljeno v obeh jezikih). Zbirka, dolga več kot 20.000 strani, je razdeljena na 22 zvezkov.
Veliko Galenovih delih je vključenih v »Thesaurus Linguae Graecae«, digitalno knjižnico grške književnosti z začetkom v letu 1972. Še en sodoben, koristen vir je »Bibliothèque interuniversitaire de Medicine«, in sicer v francoščini.

## Zapuščina

### Pozna antika
Za časa življenja je bil Galen kot zdravnik in filozof zelo ugleden. Cesar Mark Avrelij je o njem zapisal, da je »Primum sane medicorum esse, philosophorum autem SOLUM« (prvi med zdravniki in ENKRATEN med filozofi). Drugi grški avtorji njegovega časa so istega mnenja, med njimi Teodot Bizantinski, Atenej in Aleksander iz Afrodizija. V 7. stoletju je pesnik Jurij iz Pizidije šel tako daleč, da je Kristusa videl kot drugega, zanemarjenega Galena. Galen je imel še vse do sredine 17. stoletja pomemben vpliv na teorijo in prakso medicine v bizantinskem in arabskem svetu ter v Evropi. Hipokrat in Galen sta tako pomembna mejnika za 600 let grške medicine. AJ Brock ju opisuje kot temelj in zenit. Nekaj stoletij po Galenu je Paladij v svojem komentarju o Hipokratu zapisal, da je Hipokrat sejal, Galen pa žel.
Galen je tako povzel in sintetiziral delo svojih predhodnikov in grška medicina se je z njegovimi besedami prenašala iz roda v rod. Grška medicina je kot galenizem postala znana celemu svetu. Pogosto je bilo to v prevrednoteni in na novo tolmačeni obliki, kot na primer v delu o seču Magnusa iz Nisibisa iz 4. stoletja, ki so ga kasneje prevedli v arabščino. Poln pomen njegovih prispevkov pa se je začelo ceniti šele dolgo po njegovi smrti. Galen je bil retorično in po plodovitosti na tako visoki ravni, da dobi bralec med branjem občutek, da je že skoraj vse povedano. Izraz galenizem je kasneje privzel tako pozitiven kot tudi slabšalen pomen, saj je po eni strani v pozni antiki preoblikoval celotno področje zdravljenja, po drugi strani pa kasneje prevladoval do take mere, da je dušil nadaljnji napredek.
Po propadu zahodnorimskega cesarstva je poznavanje Galena in drugih grških del na latinskem Zahodu skorajda v celoti zamrlo. V nasprotju s tem pa so v pretežno grško govoreči vzhodni polovici rimskega imperija (Bizancu) naslednjih nekaj stoletij mnogi komentatorji, na primer Oribazij, zdravnik cesarja Julijana Odpadnika, ki je v 4. stoletju zbral »Sinopsis«, ohranjali in širili Galenova dela, tako da so bila dostopnejša. Nutton te avtorje imenuje »medicinske hladilnike antike«. V pozni antiki so se pisci medicinskih besedil vedno bolj obračali v teoretično smer, proč od prakse, tako da je veliko avtorjev o galenizmu samo razpravljalo. Magnus is Nisibisa je bil čisti teoretik, tako kot Janez Aleksandrijski in Agnelus iz Ravene s svojimi predavanji o Galenovem delu »De Sectis«. Galenizem je postal tako močan, da so na druge avtorje, kot recimo na Hipokrata, začeli gledati skozi galenska očala; njegovi nasprotniki so bili odrinjeni na rob, druge zdravstvene veje, kot je eskulapizem, pa so počasi izginile. Grška medicina je bila del grške kulture. Sirski vzhodni kristjani so prišli v stik z njo med vladavino vzhodnega rimskega cesarstva nad Sirijo in zahodno Mezopotamijo, to je nad pokrajinami, ki so jih v 7. stoletju arabski muslimani odvzeli Bizancu. Po letu 750 so ti sirski kristjani za muslimane naredili prve prevode Galena v arabščino. Od takrat naprej sta se Galen in grška medicinska tradicija nasploh asimilirala v srednjeveško in zgodnje moderno okolje in postala del islamskega Bližnjega vzhoda.

### Vpliv na islamsko medicino
Prvi večji prevajalec Galena v arabščino je sirski kristjan Hunajn Ibn Izak. Hunajn (ok. 830–870) je prevedel 129 del »Jalinos« v arabščino. Enega arabskih prevodov, Kitab ila Aglooqan fi Shifa al Amraz štejejo za mojstrovino med Galenovimi literarnimi deli. Kot del aleksandrijske zbirke Galenovih spisov je ta rokopis iz 10. stoletja sestavljen iz dveh delov, ki vsebujejo podrobnosti o različnih vrstah vročice in različnih vnetjih v telesu. Kar je še pomembnejše, knjiga vsebuje podatke o več kot 150 enostavnih in kombiniranih recepturah tako zeliščnega kot živalskega izvora. Knjiga nudi pogled v tradicije in metode zdravljenja v grških in rimskih časih. Poleg tega je ta knjiga neposreden vir za študij več kot 150 posameznih in kombiniranih zdravil, ki so se uporabljala v grško-rimskem obdobju.
Galenov nauk je zelo vplival na razvoj medicine v islamskem svetu, kar lahko sklepamo na osnovi dejstva, da je Hunajn prevel najmanj 95 Galenovih del. Arabski viri, na primer Razi (850–923) so še naprej vir novih ali relativno nedostopnih galenskih spisov. Kot pravi naslov Razijeve knjige »Dvomi o Galenu«, kot tudi spisi zdravnikov, kot sta Avenzoar in Ibn An Nafis, Galenovih del niso sprejemali na slepo, temveč kot predlogo za nadaljnje raziskave in izzive.
Močan poudarek na eksperimentiranju in empirizem sta vodila do novih rezultatov in novih pripomb, ki so jih avtorji, kot recimo Razi, Hali Abbas, Abulkasis, Avicenna, Avenzoar in Ibn An Nafis, soočali in združevali z Galenovo vsebino. Opis pljučnega obtoka, ki ga je podal Ibn An Nafis, je bil v nasprotju z galensko teorijo srca.

### Ponoven razcvet na latinskem Zahodu
Od 11. stoletja dalje so se na zahodu pod vplivom salernske medicinske šole začeli pojavljati prevodi islamskih medicinskih besedil, ki so jih kmalu vključili v učne programe univerz v Neaplju in Montpellieru. Od tega trenutka dalje je Galen postal nova, nesporna avtoriteta, tako da ga imenujejo »papeža medicine srednjega veka«. Eden od prevajalcev Hipokrata in Galena iz arabščine je Konstantin Afričan. Poleg številčnejših prevodov arabskih besedil v tem obdobju, je bilo v tem času nekaj Galenovih del prevedenih neposredno iz grščine, tako na primer »De complexionibus«, ki ga je prevedel Burgundij Pisanski. Galenova dela o anatomiji in medicini so postala temelj srednjeveških univerzitetnih programov, poleg Avicennovega »Kanona medicine«, ki je komentiral Galenove spise. Za razliko od poganskega Rima krščanska Evropa na splošno ni prepovedala seciranja in obdukcije človeškega telesa, tako da so te postopke redno opravljali vsaj od 13. stoletja dalje. Vendar je bil tako kot v arabskem svetu Galenov vpliv tako velik, da so zdravniki med seciranjem odkrita odstopanja od Galenove anatomije pogosto skušali prilagoditi galenskemu sistemu. Primer za to je Mondino de Liuzzi, ki v svojih spisih opisuje osnovno prekrvavitev, pri tem pa še vedno trdi, da naj bi levi prekat vseboval zrak. Za nekatere od njih so bile te razlike dokaz za to, da se je od Galenovih časov človeška anatomija spremenila.
Najpomembnejši prevajalec Galena v latinščino je bil Niccolò da Reggio. Delal je na anžujskem dvoru med vladavino kralja Roberta Neapeljskega. Med njegovimi prevodi je del Galenove medicinske razprave, katere izvirno besedilo se je izgubilo.

### Renesansa
V renesansi in po padcu Bizantinskega cesarstva (1453) je prišlo do selitve grških učenjakov in rokopisov na Zahod, tako da je bilo mogoče neposredno primerjati arabske komentarje in Galenova besedila v grškem izvirniku. Humanizem, še posebej dejavnost Thomasa Linacrea, je podprl »literae humaniores« s tem, da je Galena vključil v latinski znanstveni kanon. »De Naturalibus Facultatibus« je izšel v Londonu leta 1523. Razprave o medicini so tako slonele na dveh tradicijah, na bolj konzervativni arabski in na liberalni grški. Ekstremnejša liberalna gibanja so začela izpodbijati vlogo avtoritete v medicini. Paracelsus je v svoji medicinski šoli v Baslu simbolično zažgal Avicennova in Galenova dela. Kljub temu je Galenovo premoč med velikimi misleci tisočletja videti na freski iz 16. stoletja, ki se nahaja v refektoriju samostana Velika Lavra na gori Atos. Freska kaže poganske modrece ob vznožju Jesejevega drevesa, Galen je na njen naslikan med Sibilo in Aristotelom.
Končni poraz galenizma je delno posledica Paracelsusovega negativizma, deloma pa posledica konstruktivizma italijanskih renesančnih anatomov, kot je bil na primer Andreas Vesalius v 16. stoletju. V tridesetih letih 16. stoletja se je flamski anatom in zdravnik Andreas Vesalius odločil prevesti številna Galenova besedila iz grščine v latinščino. Na njegovo najbolj znano delo »De humani corporis fabrica« sta v veliki meri vplivala Galenov stil in oblikovanje. V prizadevanjih kritično preučiti in preveriti Galenove metode in sklepe, se je Vesalius lotil seciranja človeških trupel. Pokazal je, da Galenovi spisi opisujejo podrobnosti, ki so značilne za opice, ne pa za ljudi; kljub ostrem nasprotovanju pravovernih galenikov, kot je bil Jacques Dubois, je o pomanjkljivostih pri Galenu pisal in poročal. Ker je Galen navajal, da zaradi prepovedi seciranja uporablja opice za opis telesa in njegovih organov ter delovanja, je lahko Vesalius trdil, da pri opisovanju in neposrednem opazovanju človeškega telesa uporablja Galenov pristop. Morda zato, ker je bilo seciranje ljudi dovoljeno. Galen je trdil, da je anatomija opic dovolj blizu človeški, zato zdravnik, ki se je naučil anatomije s seciranjem opic, lahko postavlja diagnozo na osnovi podobnih struktur v rani pacienta; namesto da bi se učil anatomije samo na osnovi ran, kot je to delala veja empirikov. Vesaliusova odkritja so tudi ovrgla medicinske teorije Aristotela in Mondina de Liuzzija. Eden izmed najbolj znanih primerov za Vesaliusov dokaz napake v galenizmu je ugotovitev, da srčni pretin ni prepusten, kot je učil Galen (»Nat Fac III xv«). Isto je, dve leti prej, dokazal Miguel Serveto v svojem delu »Christianismi restitutio« (1553).
Serveto je med svojim bivanjem v Franciji je uporabljal ime »Michel de Villeneuve«. Bil je Vesaliusov študentski kolega in najboljši galenist na Univerzi v Parizu. Tako je trdil Johann von Winter Andernach, ki je učil oba. Za renesančni galenizem je bilo zelo pomembno delo »Galeni Omnia Quae Extant Opera«. Z njim je začel Guinta v Benetkah v letih 1541–1542. Od omenjenega datuma do 1625 je izšlo štirinajst izdaj te knjige. Samo ena izdaja je iz Lyona med letoma 1548 in 1551. Ta vsebuje komentarje o dihanju in pretoku krvi, ki popravljajo dela prejšnjih uveljavljenih avtorjev, kot so Vesalius, Caius in Janus Cornarius. »Michel De Villeneuve« je za to delo imel pogodbo z Jeanom Frellonom. Francisco Javier González Echeverría (*1956), raziskovalec dela Miguela Serveta in njegovih znanstvenih sodelavcev,   je predstavil raziskave, po katerih je »Michel De Villeneuve« avtor komentarjev v lyonski Frellonovi izdaji.
Še en prepričljiv primer razširitve umevanja telesa prek točke, do katere je prišel Galen, so dela o naravi obtočil pri človeku avtorjev, kot so Andrea Cesalpino, Fabricus ab Aquapendente in William Harvey. Nekateri Galenovi nauki, kot je puščanje krvi kot zdravilo za mnoge bolezni, so ostali vplivni do 19. stoletja.

### Sodobne raziskave
Študij Galenovih del je še vedno intenzivno in zanimivo področje zaradi ponovnega zanimanja za njegovo delo. Nastaja Realencyclopädie der Classischen Altertumswissenschaft.
Izvodi njegovih del, ki jih je v angleščino prevedel Robert M. Green, se nahajajo v Nacionalni medicinski knjižnici v Bethesdi v Marylandu.